# 郭德華 (美國)
郭德華（英語：Edward Irving "Ed" Koch，1924年12月12日—2013年2月1日），又譯艾德·柯屈，美國政治人物、律師。美國民主黨黨員，曾任美國眾議員及紐約市市長。
柯屈於1977年首次當選紐約市市長，並分別於1981年和1985年，各自以75％以及78％的選票連任。

## 生平
美國猶太人。1924年12月12日出生於美國紐約州紐約市布朗克斯，是波蘭移民家庭三個子女中的次子，他的父母於1900年代初期移民至紐約。第二次世界大戰時服役於美國陸軍。1945年在紐約市立學院畢業。1948年在紐約大學法學院獲得法學學位。艾德·柯屈從1949年起擔任律師。1967年，當選為紐約市議員。1969年至1973年，任紐約州第17選區眾議員。1973年至1977年，任紐約州第18選區眾議員。
1978年，柯屈剛剛上任紐約市市長時，紐約市財政瀕臨破產、治安惡劣。柯屈推行一連串的改革政策，振興紐約市經濟。1989年六四天安門事件後，柯屈宣佈與北京的姊妹城市的關係中止，並建議中華人民共和國駐紐約總領事館附近的紐約市第42街和第12大街的交叉路口命名為天安門廣場角。
柯屈連任3屆紐約市市長。1989年，爭取第4度連任紐約市市長時，在民主黨黨內初選中敗於黨內同志曼哈頓區長戴維·丁金斯。
2013年2月1日，柯屈因充血性心臟衰竭在紐約長老會醫院逝世，享壽88歲。前紐約市長柯屈的葬禮2月4日11時在曼哈頓以馬內利會堂舉行，靈柩上覆蓋着紐約市市旗，葬禮期間彈奏《紐約，紐約》悼念。NY1進行了現場直播。前總統比爾‧柯林頓縮短了訪日行程，回紐約出席了柯屈的葬禮，並在葬禮上發言。時任紐約市長布隆伯格在葬禮上致悼詞，形容他是「紐約市救世主」。紐約州聯邦參議员舒默，前紐約市長朱利安尼、丁金斯（丁勤時），前紐約州州長老葛謨、帕德基與紐約知名人士出席了葬禮。柯屈安葬於曼哈頓三一公墓。